# 19th Regiment of Light Dragoons (1781–1821)

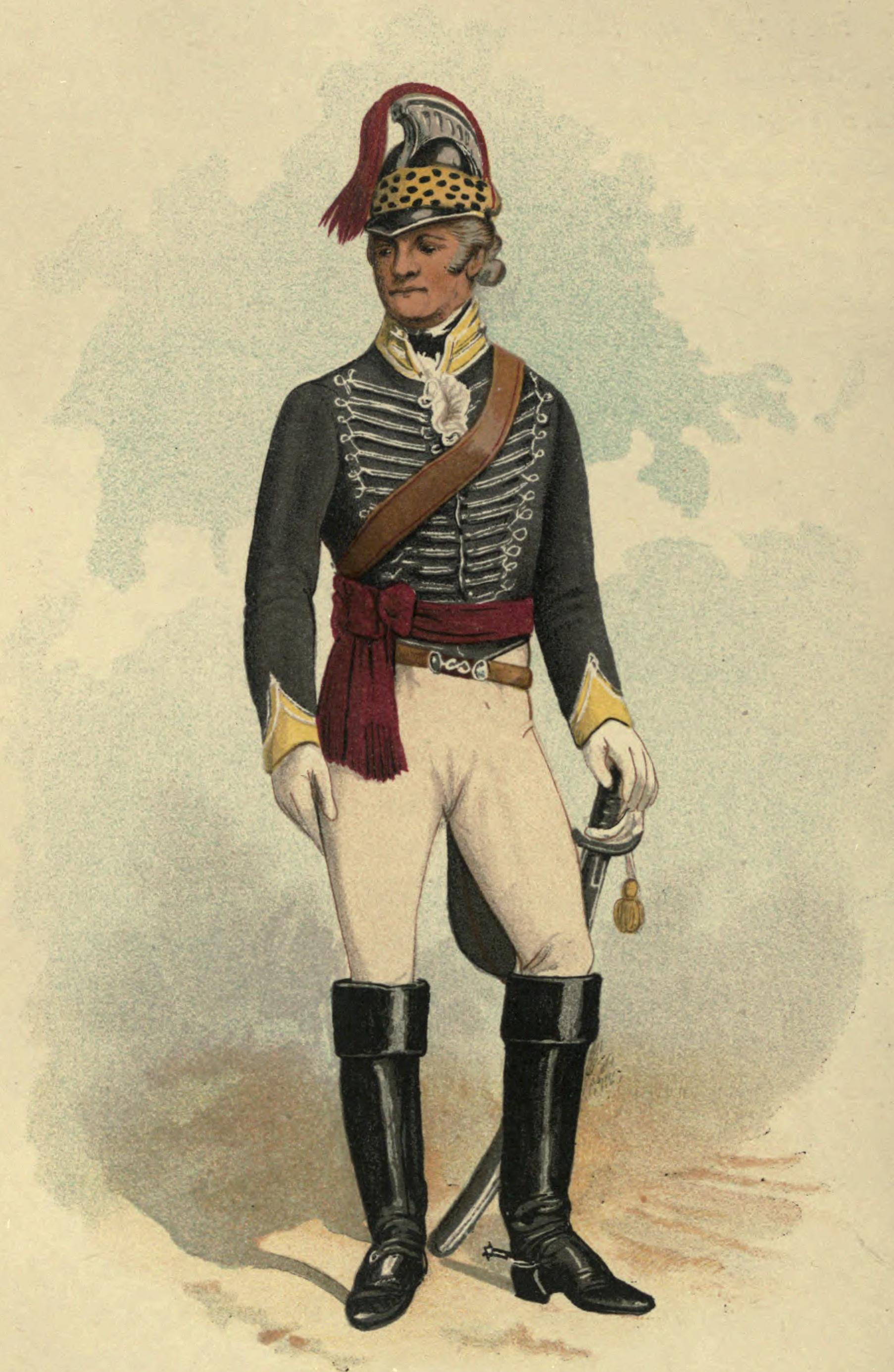
Offizier der 19th Light Dragoons, 1792

Das 19th Regiment of (Light) Dragoons (Lancers) war ein Kavallerieregiment der britischen Armee, das von 1781 bis 1821 bestand.

## Geschichte
Das Regiment wurde am 24. September 1781 in Bedford aufgestellt und hieß zunächst 23rd Regiment of (Light) Dragoons. Es war zum Dienst in Indien bestimmt und war das erste „europäische“ Regiment, das Großbritannien dort einsetzte. Am 26. April 1786 wurde es zu 19th Regiment of (Light) Dragoons umnummeriert.
Das Regiment nahm in Indien am Dritten und Vierten Mysore-Krieg, am Zweiten Marathenkrieg und an der Niederschlagung der Meuterei in Vellore teil. 1806 kehrte das Regiment nach Großbritannien zurück und wurde nach Ausbruch des Britisch-Amerikanischen Krieg nach Kanada verlegt. Nach Kriegsende kehrte das Regiment 1816 nach Großbritannien zurück.

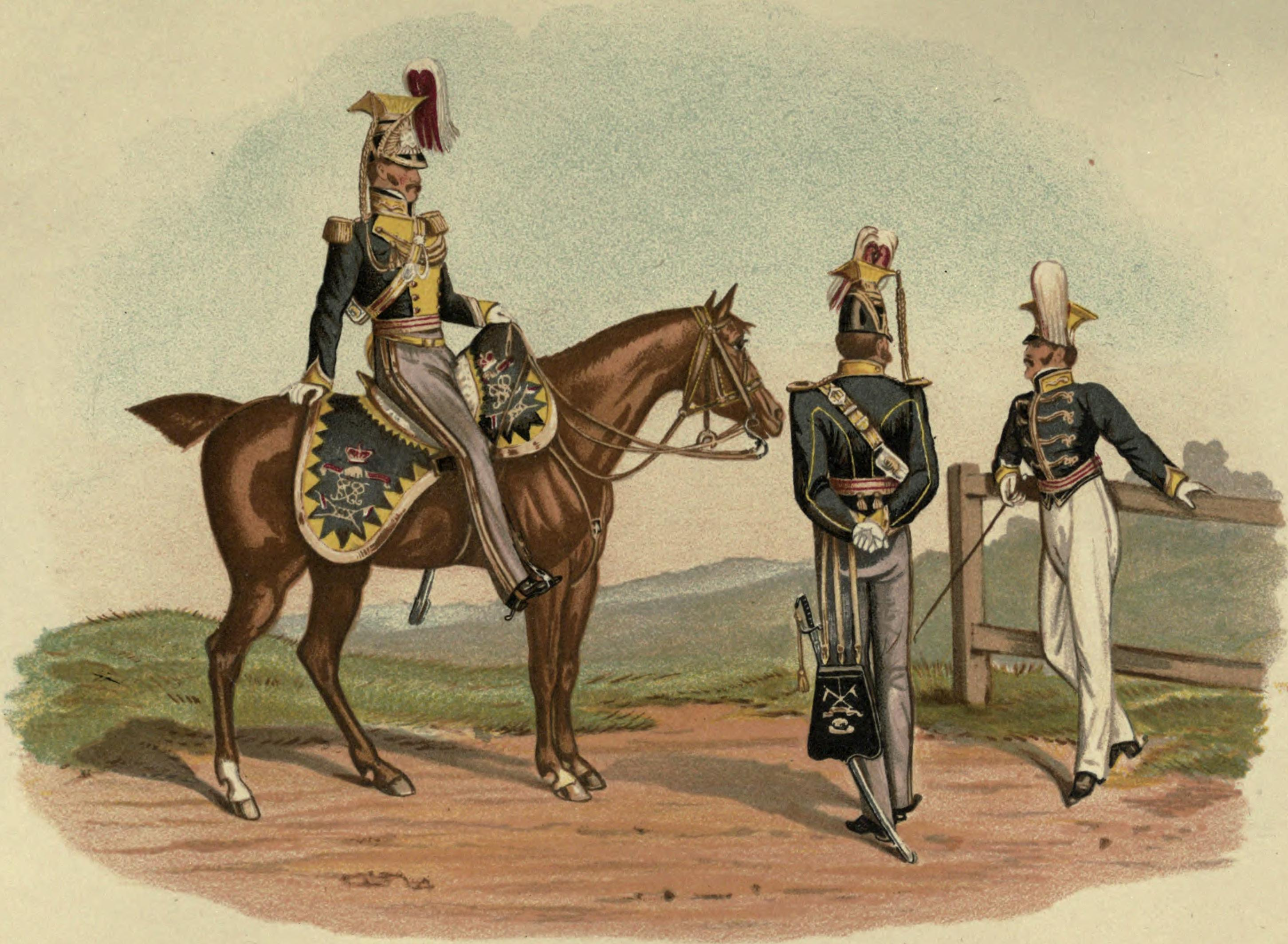
Offiziere der 19th Lancers, 1818

Am 30. September 1816 wurde das Regiment zu Ulanen umgerüstet und zu 19th Regiment of (Light) Dragoons (Lancers) umbenannt. Das Regiment verblieb in Großbritannien, bis es am 10. September 1821 aufgelöst wurde.
1874 wurde das Regiment der 19th Hussars in die Traditionen des 19th Regiment of Light Dragoons gestellt und erhielt insbesondere die Erlaubnis dessen Battle Honours weiterzuführen. Nach mehreren Verschmelzungen führt heute das Regiment der Light Dragoons die Tradition des 19th Regiment of Light Dragoons weiter.

## Regimental Colonels
Colonel of the Regiment waren:
- 1781–1785: Major-General Sir John Burgoyne, 7. Baronet
- 1786–1814: General William Howe, 5. Viscount Howe
- 1814–1815: General Sir William Payne-Gallwey, 1. Baronet
- 1815–1821: General Sir John Ormsby Vandeleur

## Battle Honours
Dem Regiment wurden folgende Battle Honours verliehen (englische Originalbezeichnungen):
- Seringapatam
- Assaye
- Niagara